# マルクス・パウス
マルクス・ニコレイ・パウス（Marcus Nicolay Paus 発音 [ˈmɑ̀rkʉs ˈpæʉs]、1979年10月14日 - ）はノルウェーの作曲家である。 室内楽、合唱、ソロ、協奏曲、管弦楽曲、オペラ、交響曲、テレビ・劇場・映画音楽の作品を作曲している。2010年にはオスロ・オペラフェスティバルの芸術監督を務めた。 父親は、有名なトルバドゥールのオール・パウスであり、何度か共演している。調性、メロディーの伝統を変えた彼の作品はノルウェーのみならず世界中から称賛されている。

## 人物・来歴
有名なトルバドゥールのオール・パウス、元歌手のアンネ・カリン・ストロムの間に生まれる。パウス家（発音 [ˈpæʉs]）は、16世紀のオスロの貴族であり、後に2世紀にわたってアッパーテレマークを統治した。祖父は過去にノルウェー軍の少将であり、NATOの役人でもあったオール・パウスである。彼の両親は両方とも著名人であり、1979年の結婚式と彼の出生はノルウェーで大きなニュースになった。
パウスはオスロ・ウォルドーフスクールに入学した。高校生のとき、ハリウッドのミュージシャンズ・インスティチュートで2つの夏期講座を受講した。1998年から2002年まではノルウェー国立音楽アカデミーで学んだ。18歳で彼は作曲家プログラムで受け入れられる最も若い学生の一人になる。 卒業後、彼はニューヨークに行き、2003年から2005年までの間、マンハッタン音楽学校で学ぶ。ニューヨークではリチャード・ダニエルプールの下で学び、彼のアシスタントを務めた。
オスロ、ニューヨーク、ロンドン、ベルリンに住んだことがある。
2015年に『アンネ・フランクの日記』を題材にした合唱曲『いまだに残る美しいもの』をノルウェー少女合唱団の委嘱を受けて作曲。また、同年、ベルゲン・フィルハーモニー管弦楽団創立250周年を記念して、ティンパニとオーケストラのための協奏曲を作曲した。

## 音楽
パウスの作品は伝統的な作曲法と現代的な作曲法がうまく組み合わさっている。また、ヴァイオリンとピアノのためのラスルリアンスコ・ホロ（Lasuliansko Horo for violin and piano、2004年）（ブルガリアの民俗音楽）、フルート協奏曲（2012）（中国音楽）など、 民俗音楽から影響を受けた作品もある。弦楽オーケストラのための2つの叙情的な作品（2007年）のうち、ファニトゥル（Fanitull）はノルウェーのフォークミュージックから影響を受けている。10代の頃、パウスはプログレッシブ・ロックギタリストとして活動した。チェロソナタ（2009年）の第2楽章のスケルツォやソロ・チェロのための3つの楽想（2012年）の第3楽章はこの経験に影響されている。
2007年に、彼は自分を「文化的、保守的な非近代主義者」と表現した。2013年のインタビューで、彼はモダニズムに反対しているのではなく、音楽スタイルと影響の多様性、および「伝統にヒントを得たより大きな音楽スタイルの受け入れ」を支持していると述べた。2017年のインタビューで、1990年代後半に無調の現代音楽の作曲家に追放されたと感じたが、「ありがたいことに、状況は今ではかなり異なり、より寛大になった」と述べた。

## 共演
多くのノルウェーのソリストと共演しているほか、音楽以外の分野の人物ともコラボしていることで知られている。画家やダンサーとコラボしたことがある。 

## 主な作品

### 管弦楽曲
- Love's Last Rites (2017)
- Concerto for Timpani and Orchestra (2015)
- Hate Songs for Mezzosoprano & Orchestra (2013–14), text: Dorothy Parker
- Music for Orchestra (2012)
- A Portrait of Zhou (Concertino for Flute & Orchestra) (2012)
- Triple Concerto for Violin, Viola & Orchestra (2011)
- Two Lyrical Pieces (2007)
- Ave Mozart! (2006)

### 合唱曲
- No Search, No Rescue (2017), text by Palestinian poet Jehan Bseiso
- The Day of Wrath Shall Come (2017), text by Thomas of Celano
- Free is the Land (2016), text by Ole Paus
- The Beauty That Still Remains (2015), libretto by the composer based on The Diary of a Young Girl by Anne Frank
- Dies Irae (2014), text by Heidi Køhn
- And Now Abide (2012)
- The Stolen Child (2009), text: W.B. Yeats
- Missa Concertante (2008)
- The Dome & the River (2006)

### 室内楽曲
- The Song and the Catastrophe (2018), text by Ulrik Farestad
- Confessions (2018), text by André Bjerke
- Never (2017), text by André Bjerke
- Everyday Miracle (2017), text by André Bjerke
- Room Mates (2017), text by Ulrik Farestad
- Late Summer Songs (2017), text by Jan Erik Vold
- The Yearning of Things (2017), text by André Bjerke
- Love Songs (2016), text by Dorothy Parker
- Music to Hear (Sonnet VIII) (2016), text by William Shakespeare
- Sonata for Double Bass and Piano (2016)
- The Harvesting (2016), text by Edvard Munch
- Afterplay: Eternity's Gaze (2015), text by Ole Paus
- Fanfare for Two Violins (2015)
- Requiem (2014), text by Ole Paus
- Screwing Britten (2013)
- String Quartet no. 4 ‘Ashes’ (2013)
- Sonata for Cello & Piano (2009)
- String Quartet no.3 (2006)
- Trio for Clarinet, Violin & Piano (2006)
- Lasuliansko Horo for Violin & Piano (2004)

### ソロ曲
- Intrada for Solo Oboe (2018)
- Kleiberg Variations for Solo Piano (2018)
- Mathias' Song for Solo Piano (2018)
- Sarabande for Solo Clavichord (2018)
- Stetind (2018)
- Alone for Solo Cello (2017)
- September Lines for Solo Clarinet (2017)
- Sonata for Solo Clarinet (2017)
- Christiania, 1899 for Solo Piano (2016)
- Elegy for Solo Alto Recorder (or Oboe) (2016)
- Hauntings for Solo Flute (2016)
- Marble Songs (2016)
- Prowling (2016)
- Sonata for Solo Bassoon (2016)
- Three Lines (2016)
- Two Idylls (2016)
- Two Pieces for Solo Harpsichord (2016)
- A Prologue to the Past (2015)
- Inventory (2015), text by Dorothy Parker
- Summer Sketches (2015)
- Theory (2015), text by Dorothy Parker
- A Farther Front (2014)
- Sur le nom de Bach (2014)
- Vita (2014)
- Three Shades of Evil (2013)
- Trauermusik for Solo Cello (2012)
- 4 Memento Mori for Solo Piano (2012)
- The Ladies on the Bridge for Solo Violin (2010)

### オペラと舞台作品
- Frøbarna (2017–18), chamber opera in one act, libretto by Oda Fiskum
- Spelet om Christian Frederik (2014)
- Eli Sjursdotter (2013–14), libretto by Ola Jonsmoen
- The Teacher Who Was Not To Be (Læreren som ikke ble) (2013), libretto by the teacher who was not to be (Olav Anton Thommessen)
- The Ash-Lad – Pål's Story (Askeladden – Påls versjon) (2010–11), libretto by Ole Paus, based on the fairy tale character Askeladden
- The Witches (Heksene) (2007–08), libretto by Ole Paus, based on the novel of the same name by Roald Dahl

### 映画音楽
- Mortal, directed by André Øvredal
- UMEÅ4ever (2011), directed by Geir Greni
- Upperdog (2009), directed by Sara Johnsen

## 受賞
- ウェッセル賞、2012年
- Composer of the Year Prize of the Norwegian Music Publishers, 2017年[11]